# Hämeenlinnan Pallokerho Naiset
O Hämeenlinnan Pallokerho Naiset é um clube de voleibol feminino finlandês fundado em 2009

## Títulos

### Competições Nacionais
- Campeonato Finlandês: 2

2015-16 e 2017-18
- Supercoppa Italiana: 0

- Copa da Finlândia: 1

2017-18

### Competições Internacionais
- CEV Champions League: 0